# Liste der Mitglieder der Hamburgischen Bürgerschaft (22. Wahlperiode)
Diese Liste nennt die Mitglieder der Hamburgischen Bürgerschaft während der 22. Wahlperiode, resultierend aus den Ergebnissen der Bürgerschaftswahl in Hamburg am 23. Februar 2020. Die konstituierende Sitzung fand am 18. März 2020 statt. Die 22. Legislaturperiode endete mit der konstituierenden Sitzung der 23. Bürgerschaft am 26. März 2025.

## Zusammensetzung
- Linke: 11
- Grüne: 32
- SPD: 53
- CDU: 16
- AfD: 7
- Sonst.: 4

Die Bürgerschaft setzte sich wie folgt zusammen:
| Fraktion                                    | Beginn der Legislaturperiode | Beginn der Legislaturperiode | Beginn der Legislaturperiode | Ende der Legislaturperiode |
| Fraktion                                    | Landesliste                  | Wahlkreislisten              | Summe                        | Ende der Legislaturperiode |
| ------------------------------------------- | ---------------------------- | ---------------------------- | ---------------------------- | -------------------------- |
| SPD                                         | 26                           | 28                           | 54                           | 53                         |
| Bündnis 90/Die Grünen                       | 13                           | 20                           | 33                           | 32                         |
| CDU                                         | –                            | 15                           | 15                           | 16                         |
| Die Linke                                   | 06                           | 07                           | 13                           | 11                         |
| AfD                                         | 07                           | –                            | 07                           | 07                         |
| fraktionslos, davon – FDP – BSW – parteilos | –                            | 01 01 0                      | 01 01 0                      | 04 01 01 02                |
| gesamt                                      | 52                           | 71                           | 123                          | 123                        |

## Präsidium
- Präsidentin:
  - Carola Veit (SPD)
- Erste Vizepräsidentin:
  - Mareike Engels (Bündnis 90/Die Grünen); ab 24. Juni 2020[1]
- Vizepräsidenten:
  - André Trepoll (CDU); ab 1. April 2020[2]
  - Deniz Çelik (Die Linke); ab 1. April 2020[2]
  - Frank Schmitt (SPD); ab 24. Juni 2020[1]
- Schriftführer:
  - Güngör Yilmaz (SPD); ab 24. Juni 2020[3]
  - Rosa Domm (Bündnis 90/Die Grünen); ab 24. Juni 2020[3]

## Fraktionsvorstände
| Fraktion              | Vorsitzende                                                                                              | Stellvertretende Vorsitzende                                                                                           | Parlamentarische Geschäftsführer                                               |
| --------------------- | --- | --- | ------------------------------------------------------------------------------ |
| SPD                   | Dirk Kienscherf                                                                                          | Ksenija Bekeris (bis 17. Januar 2024) Martina Koeppen Juliane Timmermann Isabella Vértes-Schütter (ab 29. Januar 2024) | Ole Thorben Buschhüter                                                         |
| Bündnis 90/Die Grünen | Anjes Tjarks (bis 10. Juni 2020) Jennifer Jasberg (ab 15. Juni 2020) Dominik Lorenzen (ab 15. Juni 2020) | Maryam Blumenthal (15. Juni 2020 bis 30. Mai 2021) Lena Zagst (ab 15. Juni 2021)                                       | Michael Gwosdz (ab 15. Juni 2020)                                              |
| CDU                   | Dennis Thering                                                                                           | Anke Frieling Richard Seelmaecker                                                                                      | Dennis Gladiator                                                               |
| Die Linke             | Sabine Boeddinghaus Cansu Özdemir                                                                        | Deniz Çelik (bis 24. August 2020) David Stoop (ab 24. August 2020) Heike Sudmann                                       | Heike Sudmann                                                                  |
| AfD                   | Dirk Nockemann Alexander Wolf (bis 29. März 2021)                                                        | Alexander Wolf (ab 29. März 2021)                                                                                      | Detlef Ehlebracht (bis 30. November 2020) Krzysztof Walczak (ab 29. März 2021) |

## Ruhende Mandate
Die Verfassung der Freien und Hansestadt Hamburg bestimmt, dass Mitglieder des Senats kein Bürgerschaftsmandat ausüben dürfen. Das Mandat ruht während dieser Amtszeit und wird von der nächstberufenen Person auf dem Wahlvorschlag ausgeübt. Endet das Ruhen eines Mandats, dann tritt die Person auf dem Wahlvorschlag zurück, die als letzte berufen wurde.

## Abgeordnete
In der Spalte L ist der Landeslistenplatz aufgeführt und in der Spalte W der Wahlkreislistenplatz.
| Bild                                  | Name                                  | geb. | Fraktion/Partei    | Wahlkreis                                    | Gewählt über         | L  | W | Anmerkung |
| ------------------------------------- | ------------------------------------- | ---- | ------------------ | -------------------------------------------- | -------------------- | -- | - | --- |
| Kazım Abacı                           | Kazım Abacı                           | 1965 | SPD                | –                                            | Landesliste (Person) | 13 |   | |
| Julia Barth                           | Julia Barth-Dworzynski                | 1995 | SPD                | –                                            | Landesliste (Person) | 24 |   | geb. Barth |
| Cem Berk                              | Cem Berk                              | 1990 | SPD                | 11 Wandsbek                                  | Wahlkreis            | -  | 3 | |
| Miriam Block                          | Miriam Block                          | 1990 | GRÜNE              | –                                            | Landesliste (Person) | 19 |   | |
| Maryam Blumenthal                     | Maryam Blumenthal                     | 1985 | GRÜNE              | 13 Alstertal – Walddörfer                    | Wahlkreis            | 9  | 1 | |
| Sabine Boeddinghaus                   | Sabine Boeddinghaus                   | 1957 | LINKE              | –                                            | Landesliste (Liste)  | 3  |   | |
| Eva-Maria Botzenhart                  | Eva-Maria Botzenhart                  | 1965 | GRÜNE              | –                                            | Landesliste (Liste)  | 17 |   | Ausübung des ruhenden Mandats von Till Steffen bis 10. Juni 2020; erneut eingetreten am 11. Juni 2020 für Martin Bill                                     |
| Ole Thorben Buschhüter                | Ole Thorben Buschhüter                | 1976 | SPD                | 14 Rahlstedt                                 | Wahlkreis            | -  | 1 | |
| Deniz Çelik                           | Deniz Çelik                           | 1978 | LINKE              | 9 Barmbek – Uhlenhorst – Dulsberg            | Wahlkreis            | 4  | 1 | |
| Matthias Czech                        | Matthias Czech                        | 1975 | SPD                | 17 Süderelbe                                 | Wahlkreis            | -  | 1 | |
| Filiz Demirel                         | Filiz Demirel                         | 1964 | GRÜNE              | 4 Blankenese                                 | Wahlkreis            | 11 | 1 | |
| Gabriele Dobusch                      | Gabriele Dobusch                      | 1958 | SPD                | 3 Altona                                     | Wahlkreis            | -  | 1 | |
| Martin Dolzer                         | Martin Dolzer                         | 1966 | fraktionslos       | –                                            | Landesliste (Person) | 12 |   | eingetreten am 1. Juli 2024 für Stephanie Rose; ursprünglich gewählt für Die Linke, vor Einzug in die Bürgerschaft aus Partei ausgetreten                 |
| Rosa Domm                             | Rosa Domm                             | 1998 | GRÜNE              | 11 Wandsbek                                  | Wahlkreis            | 31 | 1 | |
| Olaf Duge                             | Olaf Duge                             | 1952 | GRÜNE              | –                                            | Landesliste (Liste)  | 16 |   | Ausübung des ruhenden Mandats von Jens Kerstan |
| Detlef Ehlebracht                     | Detlef Ehlebracht                     | 1962 | AfD                | –                                            | Landesliste (Liste)  | 5  |   | 30. November 2020 bis 10. Oktober 2023 fraktionslos |
| Mareike Engels                        | Mareike Engels                        | 1988 | GRÜNE              | 3 Altona                                     | Wahlkreis            | 5  | 2 | |
| Carola Ensslen                        | Carola Ensslen                        | 1961 | LINKE              | 5 Rotherbaum – Harvestehude – Eimsbüttel-Ost | Wahlkreis            | 11 | 1 | |
| David Erkalp                          | David Erkalp                          | 1974 | CDU                | 2 Billstedt – Wilhelmsburg – Finkenwerder    | Wahlkreis            | -  | 1 | |
| Alske Freter                          | Alske Freter                          | 1991 | GRÜNE              | 9 Barmbek – Uhlenhorst – Dulsberg            | Wahlkreis            | 37 | 1 | |
| Adrian Hector                         | Martina Friederichs                   | 1977 | SPD                | –                                            | Landesliste (Liste)  | 22 |   | ab 17. Januar 2024 Ausübung des ruhenden Mandats von Ksenija Bekeris                                                                                      |
| Anke Frieling                         | Anke Frieling                         | 1962 | CDU                | 4 Blankenese                                 | Wahlkreis            | 55 | 1 | |
| Olga Fritzsche                        | Olga Fritzsche                        | 1972 | LINKE              | –                                            | Landesliste (Liste)  | 5  |   | |
| Stephan Gamm                          | Stephan Gamm                          | 1971 | CDU                | 9 Barmbek – Uhlenhorst – Dulsberg            | Wahlkreis            | 58 | 1 | |
| Dennis Gladiator                      | Dennis Gladiator                      | 1981 | CDU                | 15 Bergedorf                                 | Wahlkreis            | -  | 1 | |
| René Gögge                            | René Gögge                            | 1985 | GRÜNE              | –                                            | Landesliste (Liste)  | 12 |   | |
| Linus Jünemann                        | Linus Görg                            | 1994 | GRÜNE              | –                                            | Landesliste (Person) | 22 |   | geb. Jünemann |
| Eckard Graage                         | Eckard Graage                         | 1954 | CDU                | 14 Rahlstedt                                 | Wahlkreis            | -  | 1 | |
| Andreas Grutzeck                      | Andreas Grutzeck                      | 1962 | CDU                | 3 Altona                                     | Wahlkreis            | 57 | 1 | |
| Michael Gwosdz                        | Michael Gwosdz                        | 1974 | GRÜNE              | –                                            | Landesliste (Liste)  | 14 |   | |
| Norbert Hackbusch                     | Norbert Hackbusch                     | 1955 | LINKE              | 3 Altona                                     | Wahlkreis            | -  | 1 | |
| Nils Hansen                           | Nils Hansen                           | 1988 | SPD                | 15 Bergedorf                                 | Wahlkreis            | -  | 3 | geb. Springborn |
| Adrian Hector                         | Adrian Hector                         | 1983 | GRÜNE              | –                                            | Landesliste (Liste)  | 26 |   | eingetreten am 11. August 2022 für Gerrit Fuß |
| Astrid Hennies                        | Astrid Hennies                        | 1968 | SPD                | 14 Rahlstedt                                 | Wahlkreis            | -  | 2 | |
| Clarissa Herbst                       | Clarissa Herbst                       | 1981 | SPD                | 10 Fuhlsbüttel – Alsterdorf – Langenhorn     | Wahlkreis            | -  | 3 | eingetreten am 4. Juni 2020 für Dorothee Martin |
| Britta Herrmann                       | Britta Herrmann                       | 1962 | GRÜNE              | 16 Harburg                                   | Wahlkreis            | 43 | 1 | |
| Danial Ilkhanipour                    | Danial Ilkhanipour                    | 1981 | SPD                | –                                            | Landesliste (Person) | 27 |   | |
| Sina Imhof                            | Sina Imhof                            | 1979 | GRÜNE              | 8 Eppendorf – Winterhude                     | Wahlkreis            | 15 | 1 | |
| Regina-Elisabeth Jäck                 | Regina-Elisabeth Jäck                 | 1956 | SPD                | 12 Bramfeld – Farmsen-Berne                  | Wahlkreis            | -  | 1 | |
| Sabine Jansen                         | Sabine Jansen                         | 1957 | SPD                | 7 Lokstedt – Niendorf – Schnelsen            | Wahlkreis            | -  | 2 | |
| Jennifer Jasberg                      | Jennifer Jasberg                      | 1983 | GRÜNE              | 15 Bergedorf                                 | Wahlkreis            | 21 | 1 | |
| Stephan Jersch                        | Stephan Jersch                        | 1963 | LINKE              | 15 Bergedorf                                 | Wahlkreis            | 6  |   | |
| Annkathrin Kammeyer                   | Annkathrin Kammeyer                   | 1990 | SPD                | 2 Billstedt – Wilhelmsburg – Finkenwerder    | Wahlkreis            | -  | 2 | |
| Sandro Kappe                          | Sandro Kappe                          | 1985 | CDU                | 12 Bramfeld – Farmsen-Berne                  | Wahlkreis            | -  | 5 | |
| Metin Kaya                            | Metin Kaya                            | 1961 | BSW (fraktionslos) | –                                            | Landesliste (Person) | 10 |   | gewählt für Die Linke; Austritt aus Partei und Fraktion im November 2023; Eintritt in BSW im Januar 2024                                                  |
| Lisa Kern                             | Lisa Kern                             | 1983 | GRÜNE              | 7 Lokstedt – Niendorf – Schnelsen            | Wahlkreis            | -  | 1 | |
| Dirk Kienscherf                       | Dirk Kienscherf                       | 1965 | SPD                | –                                            | Landesliste (Liste)  | 3  |   | |
| Thilo Kleibauer                       | Thilo Kleibauer                       | 1971 | CDU                | 13 Alstertal – Walddörfer                    | Wahlkreis            | 27 | 2 | |
| Martina Koeppen                       | Martina Koeppen                       | 1967 | SPD                | 6 Stellingen – Eimsbüttel-West               | Wahlkreis            | -  | 1 | |
| Jan Koltze                            | Jan Koltze                            | 1963 | SPD                | –                                            | Landesliste (Liste)  | 11 |   | |
| Sina Aylin Koriath                    | Sina Aylin Koriath                    | 1994 | GRÜNE              | –                                            | Landesliste (Liste)  | 13 |   | geb. Demirhan |
| Simon Kuchinke                        | Simon Kuchinke                        | 1990 | SPD                | –                                            | Landesliste (Person) | 59 |   | |
| Sonja Lattwesen                       | Sonja Lattwesen                       | 1975 | GRÜNE              | –                                            | Landesliste (Liste)  | 23 | 1 | eingetreten am 20. Oktober 2021 für Till Steffen |
| Uwe Lohmann                           | Uwe Lohmann                           | 1959 | SPD                | 11 Wandsbek                                  | Wahlkreis            | -  | 1 | |
| Dominik Lorenzen                      | Dominik Lorenzen                      | 1977 | GRÜNE              | –                                            | Landesliste (Liste)  | 10 |   | |
| Claudia Loss                          | Claudia Loss                          | 1972 | SPD                | –                                            | Landesliste (Liste)  | 10 |   | |
| Gulfam Malik                          | Gulfam Malik                          | 1957 | SPD                | 10 Fuhlsbüttel – Alsterdorf – Langenhorn     | Wahlkreis            | -  | 1 | |
| Iftikhar Malik                        | Iftikhar Malik                        | 1990 | SPD                | –                                            | Landesliste (Person) | 58 |   | |
| Kirsten Martens                       | Kirsten Martens                       | 1962 | SPD                | 13 Alstertal – Walddörfer                    | Wahlkreis            | -  | 6 | Ausübung des ruhenden Mandats von Andreas Dressel |
| Jörg Mehldau                          | Jörg Mehldau                          | 1968 | SPD                | 2 Billstedt – Wilhelmsburg – Finkenwerder    | Wahlkreis            | -  | 5 | eingetreten am 10. Januar 2022 für Ralf Neubauer |
| Vanessa Mohnke                        | Vanessa Mohnke                        | 1980 | SPD                | –                                            | Landesliste (Liste)  | 20 |   | Ausübung des ruhenden Mandats von Melanie Leonhard |
| Alexander Mohrenberg                  | Alexander Mohrenberg                  | 1995 | SPD                | –                                            | Landesliste (Person) | 17 |   | |
| Zohra Mojadeddi                       | Zohra Mojadeddi                       | 1969 | GRÜNE              | –                                            | Landesliste (Person) | 45 |   | |
| Christa Möller-Metzger                | Christa Möller-Metzger                | 1951 | GRÜNE              | 14 Rahlstedt                                 | Wahlkreis            | 29 | 1 | |
| Farid Müller                          | Farid Müller                          | 1962 | GRÜNE              | 1 Hamburg-Mitte                              | Wahlkreis            | 60 | 1 | |
| Ivy May Müller                        | Ivy May Müller                        | 1997 | LINKE (parteilos)  | –                                            | Landesliste (Liste)  | 7  |   | Am 27. September 2024 aus der Bündnis 90/Die Grünen und der grünen Fraktion ausgetreten, ab dem 30. September 2024 parteiloses Mitglied der Linksfraktion |
| Johannes Müller                       | Johannes Müller                       | 1992 | GRÜNE              | –                                            | Landesliste (Liste)  | 20 |   | ab 10. Juni 2020 Ausübung des ruhenden Mandats von Anna Gallina                                                                                           |
| Sami Musa                             | Sami Musa                             | 1984 | FDP (fraktionslos) | –                                            | Landesliste (Person) | 54 |   | am 20. Oktober 2021 Austritt aus der SPD-Fraktion, zuvor am 30. September 2021 aus der SPD ausgetreten, am 18. Januar 2022 Eintritt in die FDP            |
| Ralf Niedmers                         | Ralf Niedmers                         | 1967 | CDU                | 11 Wandsbek                                  | Wahlkreis            | -  | 1 | |
| Dirk Nockemann                        | Dirk Nockemann                        | 1958 | AfD                | –                                            | Landesliste (Liste)  | 1  |   | |
| Andrea Nunne                          | Andrea Nunne                          | 1965 | GRÜNE              | 8 Eppendorf – Winterhude                     | Wahlkreis            | 18 | 2 | |
| Christel Oldenburg                    | Christel Oldenburg                    | 1961 | SPD                | 15 Bergedorf                                 | Wahlkreis            | -  | 3 | Ausübung des ruhenden Mandats von Ties Rabe |
| Baris Önes                            | Baris Önes                            | 1985 | SPD                | –                                            | Landesliste (Person) | 49 |   | |
| Lisa Maria Otte                       | Lisa Maria Otte                       | 1982 | GRÜNE              | –                                            | Landesliste (Person) | 51 |   | |
| Cansu Özdemir                         | Cansu Özdemir                         | 1988 | LINKE              | –                                            | Landesliste (Liste)  | 1  |   | |
| Dennis Paustian-Döscher               | Dennis Paustian-Döscher               | 1980 | GRÜNE              | 12 Bramfeld – Farmsen-Berne                  | Wahlkreis            | 24 | 1 | |
| Milan Pein                            | Milan Pein                            | 1974 | SPD                | –                                            | Landesliste (Liste)  | 5  |   | |
| Mathias Petersen                      | Mathias Petersen                      | 1955 | SPD                | –                                            | Landesliste (Liste)  | 9  |   | |
| Arne Platzbecker                      | Arne Platzbecker                      | 1972 | SPD                | 1 Hamburg-Mitte                              | Wahlkreis            | -  | 3 | |
| Lars Pochnicht                        | Lars Pochnicht                        | 1975 | SPD                | 12 Bramfeld – Farmsen-Berne                  | Wahlkreis            | -  | 2 | |
| Anja Quast                            | Anja Quast                            | 1971 | SPD                | –                                            | Landesliste (Liste)  | 6  |   | |
| Thomas Reich                          | Thomas Reich                          | 1967 | AfD                | –                                            | Landesliste (Liste)  | 6  |   | Mitglied der Bürgerschaft anstatt Monika Winkler, die ihr Mandat nicht angenommen hat                                                                     |
| Marc Schemmel                         | Marc Schemmel                         | 1975 | SPD                | 7 Lokstedt – Niendorf – Schnelsen            | Wahlkreis            | -  | 1 | |
| Gudrun Schittek                       | Gudrun Schittek                       | 1956 | GRÜNE              | 17 Süderelbe                                 | Wahlkreis            | 59 | 1 | |
| Britta Schlage                        | Britta Schlage                        | 1956 | SPD                | –                                            | Landesliste (Person) | 12 |   | |
| Hansjörg Schmidt                      | Hansjörg Schmidt                      | 1974 | SPD                | 1 Hamburg-Mitte                              | Wahlkreis            | -  | 1 | |
| Frank Schmitt                         | Frank Schmitt                         | 1968 | SPD                | 4 Blankenese                                 | Wahlkreis            | -  | 1 | |
| Markus Schreiber                      | Markus Schreiber                      | 1960 | SPD                | –                                            | Landesliste (Liste)  | 7  |   | |
| Claus Schülke                         | Claus Schülke                         | 1947 | AfD                | –                                            | Landesliste (Person) | 16 |   | eingetreten am 2. Januar 2025 für Olga Petersen |
| Marco Schulz                          | Marco Schulz                          | 1993 | AfD                | –                                            | Landesliste (Person) | 7  |   | |
| Sören Schumacher                      | Sören Schumacher                      | 1976 | SPD                | 16 Harburg                                   | Wahlkreis            | -  | 1 | |
| Richard Seelmaecker                   | Richard Seelmaecker                   | 1973 | CDU                | 10 Fuhlsbüttel – Alsterdorf – Langenhorn     | Wahlkreis            | -  | 1 | |
| Silke Seif                            | Silke Seif                            | 1972 | CDU                | 7 Lokstedt – Niendorf – Schnelsen            | Wahlkreis            | -  | 1 | |
| Ali Şimşek                            | Ali Şimşek                            | 1973 | SPD                | –                                            | Landesliste (Person) | 47 |   | |
| Ulrike Sparr                          | Ulrike Sparr                          | 1957 | GRÜNE              | 10 Fuhlsbüttel – Alsterdorf – Langenhorn     | Wahlkreis            | 25 | 3 | Ausübung des ruhenden Mandats von Katharina Fegebank |
| Olaf Steinbiß                         | Olaf Steinbiß                         | 1966 | SPD                | 5 Rotherbaum – Harvestehude – Eimsbüttel-Ost | Wahlkreis            | -  | 1 | |
| Tim Stoberock                         | Tim Stoberock                         | 1977 | SPD                | 13 Alstertal – Walddörfer                    | Wahlkreis            | -  | 3 | |
| Charlotte Stoffel                     | Charlotte Stoffel                     | 1981 | GRÜNE              | 3 Altona                                     | Wahlkreis            | -  |   | eingetreten am 2. Januar 2024 für Miriam Putz |
| David Stoop                           | David Stoop                           | 1983 | LINKE              | –                                            | Landesliste (Liste)  | 2  |   | |
| Birgit Stöver                         | Birgit Stöver                         | 1970 | CDU                | 16 Harburg                                   | Wahlkreis            | 52 | 1 | |
| Philine Sturzenbecher                 | Philine Sturzenbecher                 | 1981 | SPD                | 4 Blankenese                                 | Wahlkreis            | -  | 2 | |
| Heike Sudmann                         | Heike Sudmann                         | 1962 | LINKE              | 1 Hamburg-Mitte                              | Wahlkreis            | 9  | 1 | |
| Urs Tabbert                           | Urs Tabbert                           | 1971 | SPD                | –                                            | Landesliste (Person) | 31 |   | Ausübung des ruhenden Mandats von Carsten Brosda |
| Dennis Thering                        | Dennis Thering                        | 1984 | CDU                | 13 Alstertal – Walddörfer                    | Wahlkreis            | -  | 1 | |
| Insa Tietjen                          | Insa Tietjen                          | 1979 | LINKE              | 6 Stellingen – Eimsbüttel-West               | Wahlkreis            | -  | 2 | |
| Sarah Timmann                         | Sarah Timmann                         | 1997 | SPD                | 9 Barmbek – Uhlenhorst – Dulsberg            | Wahlkreis            | -  | 6 | |
| Juliane Timmermann                    | Juliane Timmermann                    | 1976 | SPD                | –                                            | Landesliste (Person) | 16 |   | |
| Sven Tode                             | Sven Tode                             | 1964 | SPD                | 9 Barmbek – Uhlenhorst – Dulsberg            | Wahlkreis            | -  | 1 | |
| Andre Trepoll                         | André Trepoll                         | 1977 | CDU                | 17 Süderelbe                                 | Wahlkreis            | 59 | 1 | |
| Anna-Elisabeth von Treuenfels-Frowein | Anna-Elisabeth von Treuenfels-Frowein | 1962 | CDU                | 4 Blankenese                                 | Wahlkreis            | 1  |   | Übertritt von FDP zu CDU am 11. Juli 2024 |
| Yusuf Uzundag                         | Yusuf Uzundag                         | 1971 | GRÜNE              | –                                            | Landesliste (Person) | 30 |   | |
| Carola Veit                           | Carola Veit                           | 1973 | SPD                | –                                            | Landesliste (Liste)  | 2  |   | |
| Isabella Vértes-Schütter              | Isabella Vértes-Schütter              | 1962 | SPD                | –                                            | Landesliste (Person) | 14 |   | |
| Krzysztof Walczak                     | Krzysztof Walczak                     | 1994 | AfD                | –                                            | Landesliste (Liste)  | 4  |   | |
| Michael Weinreich                     | Michael Weinreich                     | 1973 | SPD                | –                                            | Landesliste (Person) | 29 |   | |
| Dagmar Wiedemann                      | Dagmar Wiedemann                      | 1950 | SPD                | 8 Eppendorf – Winterhude                     | Wahlkreis            | -  | 1 | Alterspräsidentin |
| Götz Wiese                            | Götz Wiese                            | 1966 | CDU                | 8 Eppendorf – Winterhude                     | Wahlkreis            | 53 | 1 | |
| Alexander Wolf                        | Alexander Wolf                        | 1967 | AfD                | –                                            | Landesliste (Liste)  | 2  |   | |
| Ekkehard Wysocki                      | Ekkehard Wysocki                      | 1962 | SPD                | –                                            | Landesliste (Liste)  | 15 |   | Ausübung des ruhenden Mandats von Peter Tschentscher |
| Mehmet Yildiz                         | Mehmet Yıldız                         | 1977 | fraktionslos       | 2 Billstedt – Wilhelmsburg – Finkenwerder    | Wahlkreis            | 14 |   | gewählt für Die Linke; Austritt aus der Fraktion im Februar 2022 und aus der Partei im Januar 2024                                                        |
| Güngör Yilmaz                         | Güngör Yilmaz                         | 1961 | SPD                | –                                            | Landesliste (Person) | 28 |   | |
| Lena Zagst                            | Lena Zagst                            | 1990 | GRÜNE              | 1 Hamburg-Mitte                              | Wahlkreis            | 35 | 2 | |
| Peter Zamory                          | Peter Zamory                          | 1952 | GRÜNE              | 3 Altona                                     | Wahlkreis            | 34 | 4 | Ausübung des ruhenden Mandats von Anjes Tjarks ab 10. Juni 2020                                                                                           |

## Ausgeschiedene Abgeordnete
| Bild               | Name               | geb. | Fraktion           | Wahlkreis                                    | Gewählt über         | L  | W | Anmerkung |
| ------------------ | ------------------ | ---- | ------------------ | -------------------------------------------- | -------------------- | -- | - | --- |
| Ksenija Bekeris    | Ksenija Bekeris    | 1978 | SPD                | –                                            | Landesliste (Liste)  | 8  |   | Mandat ruht nach Wahl in den Senat am 17. Januar 2024; Nachfolgerin: Martina Friederichs                                                                 |
| Martin Bill        | Martin Bill        | 1982 | GRÜNE              | –                                            | Landesliste (Liste)  | 8  |   | ausgeschieden am 10. Juni 2020; Nachfolgerin: Eva-Maria Botzenhart                                                                                       |
| Carsten Brosda     | Carsten Brosda     | 1974 | SPD                | –                                            | Landesliste (Person) | 19 |   | Mandat ruht während Mitgliedschaft im Senat; Nachfolger: Urs Tabbert                                                                                     |
| Andreas Dressel    | Andreas Dressel    | 1975 | SPD                | 13 Alstertal – Walddörfer                    | Wahlkreis            | -  | 1 | Mandat ruht während Mitgliedschaft im Senat; Nachfolgerin: Kirsten Martens                                                                               |
| Katharina Fegebank | Katharina Fegebank | 1977 | GRÜNE              | 10 Fuhlsbüttel – Alsterdorf – Langenhorn     | Wahlkreis            | 1  | 1 | Mandat ruht während Mitgliedschaft im Senat; Nachfolgerin: Ulrike Sparr                                                                                  |
| Gerrit Fuß         | Gerrit Fuß         | 1993 | GRÜNE              | 2 Billstedt – Wilhelmsburg – Finkenwerder    | Wahlkreis            | 50 | 2 | ausgeschieden am 10. August 2022; Nachfolger: Adrian Hector                                                                                              |
| Anna Gallina       | Anna Gallina       | 1983 | GRÜNE              | 5 Rotherbaum – Harvestehude – Eimsbüttel-Ost | Wahlkreis            | 3  | 1 | Mandat ruht nach Wahl in den Senat am 10. Juni 2020; Nachfolger: Johannes Müller                                                                         |
| Jens Kerstan       | Jens Kerstan       | 1966 | GRÜNE              | –                                            | Landesliste (Liste)  | 4  |   | Mandat ruht während Mitgliedschaft im Senat; Nachfolger: Olaf Duge                                                                                       |
| Melanie Leonhard   | Melanie Leonhard   | 1977 | SPD                | –                                            | Landesliste (Liste)  | 4  |   | Mandat ruht während Mitgliedschaft im Senat; Nachfolgerin: Vanessa Mohnke                                                                                |
| Dorothee Martin    | Dorothee Martin    | 1978 | SPD                | 10 Fuhlsbüttel – Alsterdorf – Langenhorn     | Wahlkreis            | 18 | 2 | ausgeschieden am 28. Mai 2020; Nachfolgerin: Clarissa Herbst                                                                                             |
| Ralf Neubauer      | Ralf Neubauer      | 1982 | SPD                | 2 Billstedt – Wilhelmsburg – Finkenwerder    | Wahlkreis            | -  | 1 | ausgeschieden am 9. Januar 2022; Nachfolger: Jörg Mehldau                                                                                                |
| Ties Rabe          | Ties Rabe          | 1960 | SPD                | 15 Bergedorf                                 | Wahlkreis            | -  | 1 | Mandat ruht während Mitgliedschaft im Senat; Nachfolgerin: Christel Oldenburg                                                                            |
| Olga Petersen      | Olga Petersen      | 1982 | AfD (fraktionslos) | –                                            | Landesliste (Person) | 9  |   | gewählt für AfD; Ausschluss aus der AfD-Fraktion am 6. Mai 2024; aus der Bürgerschaft ausgeschlossen am 18. Dezember 2024; Nachfolger: Claus Schülke     |
| Miriam Putz        | Miriam Putz        | 1981 | GRÜNE              | 6 Stellingen – Eimsbüttel-West               | Wahlkreis            | 27 | 2 | ausgeschieden am 5. Dezember 2023; Nachfolgerin: Charlotte Stoffel                                                                                       |
| Stephanie Rose     | Stephanie Rose     | 1988 | LINKE              | –                                            | Landesliste (Person) | 7  |   | ausgeschieden am 30. Juni 2024; Nachfolger: Martin Dolzer                                                                                                |
| Till Steffen       | Till Steffen       | 1973 | GRÜNE              | –                                            | Landesliste (Liste)  | 6  |   | ruhendes Mandat während Mitgliedschaft im Senat; am 10. Juni 2020 Aufnahme des Mandats; ausgeschieden am 20. Oktober 2021; Nachfolgerin: Sonja Lattwesen |
| Anjes Tjarks       | Anjes Tjarks       | 1981 | GRÜNE              | 3 Altona                                     | Wahlkreis            | 2  | 1 | Mandat ruht nach Wahl in den Senat am 10. Juni 2020; Nachfolger: Peter Zamory                                                                            |
| Peter Tschentscher | Peter Tschentscher | 1966 | SPD                | –                                            | Landesliste (Liste)  | 1  |   | Mandat ruht während Mitgliedschaft im Senat; Nachfolger: Ekkehard Wysocki                                                                                |
| Monika Winkler     | Monika Winkler     | 1962 | AfD                | –                                            | Landesliste (Liste)  | 3  |   | Mandat nicht angenommen; Nachfolger: Thomas Reich |